# Microissus psychoda
Microissus psychoda är en insektsart som beskrevs av Ronald Gordon Fennah 1947. Microissus psychoda ingår i släktet Microissus och familjen Kinnaridae. Inga underarter finns listade i Catalogue of Life.